# Неофиту, Мариос
Мариос Неофиту (греч. Μάριος Νεοφύτου; 4 февраля 1977, Лимасол, Кипр) — кипрский футболист, нападающий. Выступал за сборную Кипра.

## Биография

### Клубная карьера
Профессиональную карьеру начал в 1993 году клубе АЕЛ Лимасол, воспитанником которого и является. В 1999 году Неофиту подписал контракт с «Анортосисом» и в первый же в новом клубе стал чемпионом Кипра. В дальнейшем дважды выигрывал с командой национальный кубок, а в сезоне 2002/03 стал лучшим бомбардиром чемпионата Кипра, забив 33 гола в 25 матчах.
После столь удачного сезона на Кипре, игрок подписал контракт с греческим клубом ОФИ. За сезон в Греции Неофиту провёл 20 матчей и забил 4 гола в Суперлиге, но уже в 2004 году вернулся на Кипр, где присоединился к клубу АПОЭЛ, с которым также был обладателем Кубка Кипра, а по итогам сезона 2006/07 во второй раз в карьере стал чемпионом страны. После ухода из АПОЭЛ, провёл сезон в клубе АЕК Ларнака, а в сезоне 2008/09 выступал за команды второго дивизиона «Неа Саламина» и «Олимпиакос» Никосия. В 2009 году Неофиту ненадолго вернулся в высшую лигу, где сыграл 9 матчей за «АПОП Кинирас», но по ходу сезона перешёл в клуб «Акритас Хлоракас» из второго дивизиона.
Последние годы карьеры игрок провёл в командах второго дивизиона «Акритас Хлоракас», АПЕП и «Айя-Напа» и в каждой из команд параллельно работал тренером. Осенью 2013 года Неофиту окончательно завершил игровую карьеру и вошёл в тренерский штаб клуба АЕЛ Лимасол, где стал ассистентом главного тренера Никоса Панайоту. В этой должности он проработал около года. Затем, с 2015 по 2017 год был также ассистентом в клубе «Эрмис».

### Карьера в сборной
Дебютировал за сборную Кипра 31 марта 1998 года в неофициальном товарищеском матче со сборной Эстонии. В дальнейшем неоднократно вызывался в сборную и в её составе провёл 6 матчей, в том числе три матча в рамках отборочных турниров к чемпионатам мира.

## Достижения

### Командные
«Анортосис»
- Чемпион Кипра: 1999/2000
- Обладатель Кубка Кипра: 2001/02, 2002/03

АПОЭЛ
- Чемпион Кипра: 2006/07
- Обладатель Кубка Кипра: 2005/06

### Личные
- Лучший бомбардир чемпионата Кипра: 2002/03 (33 гола)